# Проклятые (фильм, 2024)
«Проклятые» (англ. The Damned) — фильм ужасов режиссёра Тордура Палссона. В основе сценария, написанного Джейми Ханниганом, лежит рассказ самого Палссона. В главных ролях снялись Джо Коул и Одесса Янг.

## Сюжет
Исландия, XIX век. Молодая вдова Ева, потеряв в море супруга Магнуса, с трудом управляет доставшейся ей в наследство рыболовецкой артелью. Взрослые мужчины уважают свою госпожу, но порою ссорятся, особенно после обильной попойки. Селение их располагается на берегу отдалённого фьорда, который редко посещают суда.
Суровой зимой, когда артель готовится выйти в море на своём единственном вельботе, на прибрежных скалах под названием Зубья разбивается шхуна басков-китобоев, экипаж которой отчаянно борется за жизнь. Наблюдая кораблекрушение, Ева колеблется, разрываясь перед необходимостью отправить артель за рыбой и состраданием к гибнущим людям. Но лидер рыбаков, решительный кормщик Рагнар, подталкивает её к нелёгкому решению — оставить иноземцев безо всякой помощи. Припасы в селении истощились, и если команда не выйдет в море, всем угрожает голодная смерть.
После возвращения артели с богатым уловом к берегу прибивает бочку с солониной, и на следующий день рыбаки решаются подплыть к разбитой шхуне с надеждой чем-нибудь поживиться. Но когда команда добирается до судна, вылавливая из воды ящики и бочки, Ева с ужасом замечает на скалах десяток умирающих от холода моряков. При виде вельбота несчастные бросаются в воду, стремясь взобраться на борт, и рыбакам не остаётся ничего другого как топить их ударами вёсел и топоров. Гибнущие в ледяной воде баски утаскивают за собой кормщика Рагнара, а женщина из их команды в отчаянии хватает за платье саму Еву, но рыбак Дэниэл безжалостно убивает её ударом багра.    
Спустя несколько дней море выносит на берег семь трупов погибших, которых исландцы до наступления весны хоронят на берегу в деревянных ящиках. Полубезумная Хельга пугает Еву рассказом о драуграх — оживших мертвецах, души которых не упокоены, из-за чего они способны, по местному поверью, вредить живым. Пытаясь научить девушку мерам предосторожности, она даёт ей заговорённый амулет, после чего советует связать покойникам ноги, прибив ступни гвоздями к стенкам гробов, а если всё это не поможет — сжечь тела.
Беспечные рыбаки смеются над предсказаниями старухи, пока последняя не пропадает без вести, а Еву не начинают посещать страшные видения в виде призрака в капюшоне. В довершение всего, её работники гибнут один за другим от неожиданных травм, болезней и нанесённых друг другу ножевых ранений. Оставшись втроём с двумя выжившими, Ева решается, наконец, покинуть свой фьорд. Ей удаётся поймать пробиравшегося к ней в дом по ночам незнакомца, который оказывается единственным выжившим с погибшей шхуны, прятавшимся всё это время на чердаке. Приняв за драугра несчастного баска, обратившегося к ней на незнакомом ей испанском, Ева убивает его и сжигает вместе с его телом свой дом, чтобы после отплыть на вельботе в море — навстречу неизвестности…

## В ролях
- Одесса Янг — Ева
- Джо Коул — Дэниэл
- Льюис Гриббен — Йонас
- Шивон Финнеран — Хельга
- Фрэнсис Мэджи — Скули
- Рори Макканн — Рагнар
- Турлоу Конвери — Хакон
- Мишель Ог Лейн — Арон
- Гильермо Уриа — «драугр»

## Производство
Тордур Палссон написал историю и выступил режиссёром, а Джейми Хэнниган написал сценарий. Фильм совместного производства компаний Elation Pictures, Wild Atlantic Pictures и Netop Films. ishи Ley Line Entertainment.
Одесса Янг получила роль Евы в 2021 году. К апрелю 2023 года в актёрский состав вошли Джо Коул, Льюис Гриббен, Шивон Финнеран, Фрэнсис Маги, Рори МакКанн, Турлаф Конвери, Мишель Ог Лейн и Андреан Сигургейрссон.
Съёмки проходили в Исландии в 2023 году, а весной 2023 года проект вышел на стадию постпродакшена.
В феврале 2024 года был опубликован первый кадр из фильма. Мировая премьера фильма состоялась на кинофестивале Трайбека 6 июня 2024 года.

## Отзывы и оценки
В США в премьерный уик-энд фильм заработал $769 721 в 732 кинотеатрах.
На сайте Rotten Tomatoes фильм имеет рейтинг 90 %, основанный на 61 отзыве, со средней оценкой 6.6/10. 
На Metacritic средневзвешенная оценка составляет 64 из 100 на основе 17 рецензий.